# Aulus Antonius Rufus
Aulus Antonius Rufus war ein römischer Senator des 1. Jahrhunderts n. Chr.
Herkunft und Familie des Antonius Rufus sind unbekannt. Vermutlich war Antonia Furnilla, Ehefrau des Quintus Marcius Barea Sura, des Sohns von Quintus Marcius Barea Soranus, seine Tochter.
Die Existenz des Antonius Rufus ist seit 1967 durch Wachstafeln belegt, die ihn zusammen mit Marcus Pompeius Silvanus Staberius Flavianus als Konsul des Jahres 45 nennen.
Durch diese Dokumente konnte er mit dem bei Flavius Josephus erwähnten „Rufus“ identifiziert werden, den Kaiser Claudius in einem Brief an die Juden erwähnt. Die genaue Datierung bleibt jedoch unsicher: Die von Josephus angegebene Datierung auf den Monat Juni ist problematisch, da zu diesem Zeitpunkt andere Konsuln belegt sind und die Monatsangabe auf einer späteren Ergänzung beruht. Wahrscheinlich war Rufus von Juli bis Oktober Konsul.